# گلوستر-ساوت گیت وارد
گلوستر-ساوت گیت وارد (انگلیسی: Gloucester-Southgate Ward) یا بخش ده یک بخش شهرداری در اتاوا، انتاریو، کانادا است.